# Мальцева, Екатерина Ивановна
Екатерина Ивановна Мальцева (27 ноября 1913, Шадринск, Пермская губерния — 17 октября 1958, Апнерка, Чувашская АССР) — советская работница железнодорожного транспорта, мостовой мастер. Разработчик передовых методов ведения текущего содержания железнодорожного пути. Лауреат Сталинской премии (1952).

## Биография
Екатерина Мальцева родилась 27 ноября 1913 года в городе Шадринске (ныне Курганской области).
Окончила Шадринскую семилетнюю школу и Свердловский строительно-путейский техникум.
С 1934 года работала на железнодорожном транспорте на станции Нязепетровская Южно-Уральской железной дороги.
С 1940 года — мостовой мастер Шадринской дистанции пути Южно-Уральской железной дороги. Член КПСС с 1945 года.
В 1946 году Екатерина Мальцева организовала планово-предупредительные работы на мостах и других искусственных сооружениях. Она предложила систему балльной оценки состояния искусственных сооружений. Рабочим своей мостовой бригады Мальцева помогла овладеть несколькими профессиями. Всё это позволило добиться отличного содержания искусственных сооружений и высокой производительности труда. В 1952 году за разработку и осуществление передовых методов ведения текущего содержания пути Екатерина Мальцева была удостоена Сталинской премии третьей степени.
Екатерина Ивановна Мальцева 17 октября 1958 года погибла в авиационной катастрофе самолёта Ту-104 восточнее разъезда Апнерка (ныне Хирпосинское сельское поселение Вурнарского района Чувашской Республики — Чувашия).